# Смрт у фрижидеру
Смрт у фрижидеру предрставља смрт од гушења у фрижидеру или другом апарату који не пропушта ваздух. Будући да су, по дизајну, такви апарати непропусни за ваздух када су затворени, особа заробљена унутра имаће слаб доток кисеоника. Ранији модели фрижидера могли су се отворити само споља, што је омогућило случајно заглављивање, посебно деце која се играју одбаченим апаратима; забележено је много таквих смрти. Савремени модели се затварају магнетним механизмом којим се може отворити и изнутра, смањујући опасност од случајног заглављивања.